# Liste des épisodes de Tatort
Vous êtes invité à donner votre avis sur cette page de discussion, de manière argumentée en vous aidant notamment des critères d’admissibilité ou en présentant des sources extérieures et sérieuses.  
Après avoir apposé le modèle {{Admissibilité}} sur une page, suivez les étapes expliquées sur Wikipédia:Débat d'admissibilité/Aide :
| 1. | Créez la page de débat d'admissibilité.                                                                      | Sauvegardez d’abord la page pour l’initialiser puis indiquez votre motivation.                      |
| 2. | Important : ajoutez une entrée dans la section Débat d'admissibilité du jour.                                | Utilisez ce texte : *{{L\|Liste des épisodes de Tatort}}                                            |
| 3. | Pensez à informer les contributeurs principaux de la page et les projets associés lorsque cela est possible. | Utilisez ce texte : {{subst:Avertissement débat d'admissibilité\|Liste des épisodes de Tatort}}~~~~ |

Le logo de la série.

Cette page recense la liste des épisodes de la série télévisée allemande Tatort.
Note : certains épisodes portent des titres identiques, par exemple Un taxi pour Leipzig qui est à la fois le titre de l'épisode n°1 et celui de l'épisode n°1000.
Par année : 1970 – 1971 – 1972 – 1973 – 1974 – 1975 –
1976 – 1977 – 1978 – 1979 – 1980 – 1981 –
1982 – 1983 – 1984 – 1985 – 1986 – 1987 –
1988 – 1989 – 1990 – 1991 – 1992 – 1993 –
1994 – 1995 – 1996 – 1997 – 1998 – 1999 –
2000 – 2001 – 2002 – 2003 – 2004 – 2005 –
2006 – 2007 – 2008 – 2009 – 2010 – 2011 –
2012 – 2013 – 2014 – 2015 – 2016 – 2017 –
2018 – 2019 – 2020

## Saison 1 (1970)
1. Un taxi pour Leipzig (de) (Taxi nach Leipzig[1],[2])
2. Tatort:  Saarbrücken, an einem Montag … (de)

## Saison 2 (1971)
1. Tatort:  Kressin und der tote Mann im Fleet (de)
2. Tatort:  Auf offener Straße (de)
3. Tatort:  Kressin und der Laster nach Lüttich (de)
4. Tatort:  Frankfurter Gold (de)
5. Tatort:  Kressin stoppt den Nordexpress (de)
6. Un incident de parcours (Blechschaden)
7. Tatort:  Exklusiv! (de)
8. Vol 612 demande autorisation d'atterir (AE612 ohne Landeerlaubnis)
9. Tatort:  Der Richter in Weiss (de)
10. Tatort:  Mordverdacht (de)
11. Tatort:  Der Boss (de)[3]

## Saison 3 (1972)
1. Tatort:  Münchner Kindl (de)
2. Tatort:  Wenn Steine sprechen (de)
3. Tatort:  Der Fall Geisterbahn (de)
4. Mot de passe Ferry boat (Kennwort Fähre)
5. Tatort:  Kressin und die Frau des Malers (de)
6. Tatort:  Strandgut (de)
7. Tatort:  Kressin und der Mann mit dem gelben Koffer (de)
8. Tatort:  Rechnen Sie mit dem Schlimmsten (de)
9. Piège à rat (Rattennest)
10. Mauvaises fréquentations (Die Samtfalle)
11. Tatort:  Kennwort Gute Reise (de)

## Saison 4 (1973)
1. Un pigeon mort dans Beethovenstrasse (Tote Taube in der Beethovenstraße)
2. Une mort ordinaire (Ein ganz gewöhnlicher Mord)
3. Mort d'une touriste (Cherchez la femme oder die Geister vom Mummelsee)
4. Tatort:  Stuttgarter Blüten (de)
5. Pour la peau d'un pourri (Jagdrevier)
6. Tatort:  Weißblaue Turnschuhe (de)
7. Tatort:  Kressin und die zwei Damen aus Jade (de)
8. Tatort:  Platzverweis für Trimmel (de)
9. Poids manquant (Das fehlende Gewicht)
10. Tatort:  Tote brauchen keine Wohnung (de)
11. Si vous connaissiez ma femme (Frauenmord)

## Saison 5 (1974)
1. Froide est la nuit (Nachtfrost)
2. Adieu Isabelle (Eine todsichere Sache)
3. Rien n'arrête la musique (Playback oder die Show geht weiter)
4. Tatort:  Acht Jahre später (de)
5. Tatort:  3:0 für Veigl (de)
6. Tatort:  Zweikampf (de)
7. Danger poison (Gift)
8. Tatort:  Gefährliche Wanzen (de)
9. Mystère au ministère (Mord im Ministerium)
10. Rencontres de comptoir (Kneipenbekanntschaft)
11. L'homme de la chambre 22 (Der Mann aus Zimmer 22)

## Saison 6 (1975)
1. La facture (Die Rechnung wird nachgereicht)
2. Danger voiture volée (Als gestohlen gemeldet)
3. Mort d'un cambrioleur (Tod eines Einbrechers)
4. Tatort:  Wodka Bitter-Lemon (de)
5. L'heure des aveux (Das zweite Geständnis)
6. Réglements de compte (Die Abrechnung)
7. Tatort:  Mordgedanken (de)
8. Jolie Belinda (Schöne Belinda)
9. Tatort:  Urlaubsmord (de)
10. Rendez-vous au cimetière (Treffpunkt Friedhof)
11. Tatort:  Tod im U-Bahnschacht (de)
12. Une histoire de fric (Kurzschluss)

## Saison 7 (1976)
1. Témoin oculaire (Augenzeuge)
2. Contrôle de caisse (Kassensturz)
3. Le passé ne meurt jamais (Zwei Leben)
4. Tatort:  Zwei Flugkarten nach Rio (de)
5. Les travailleurs de l'ombre (Wohnheim Westendstraße)
6. Tatort:  Fortuna III (de)
7. Jour de paye (... und dann ist Zahltag)
8. Tatort:  Annoncen-Mord (de)
9. Trimmel et le voleur de tulipes (Trimmel und der Tulpendieb)
10. L'étoile du soir (Abendstern)
11. Tatort:  Transit ins Jenseits (de)

## Saison 8 (1977)
1. La fille au piano (Das Mädchen am Klavier)
2. Le coffre-fort (Himmelblau mit Silberstreifen)
3. Du lilas pour Jaczek (Flieder für Jaczek)
4. L'Amour fou (Reifezeugnis)
5. Droit de trouvaille (Finderlohn)
6. Tatort:  Spätlese (de)
7. Tel est pris qui croyait prendre (Wer andern eine Grube gräbt...)
8. Chasse interdite (Schüsse in der Schonzeit)
9. Tatort:  Drei Schlingen (de)
10. Tatort:  Der vergessene Mord (de)
11. Feu d'artifice (Feuerzauber)
12. Une affaire tranquille (Das stille Geschäft)
13. Tatort:  Das Mädchen von gegenüber (de)

## Saison 9 (1978)
1. Rouge rouge mort (rot..rot..tot)
2. Tatort:  Der Mann auf dem Hochsitz (de)
3. Tatort:  Zürcher Früchte (de)
4. La plaidoirie de Trimmel (Trimmel hält ein Plädoyer)
5. Equation à une inconnue (Rechnung mit einer Unbekannten)
6. Soldes d'hiver (Schlussverkauf)
7. Le piège (Lockruf)
8. Tatort:  Himmelfahrt (de)
9. Epicerie fine (Der Feinkosthändler)
10. Un meurtre à l'hôpital (Mord im Krankenhaus)
11. Tatort:  Sterne für den Orient (de)
12. Au prix d'un timbre poste (Schwarze Einser)

## Saison 10 (1979)
1. Tatort:  Die Kugel im Leib (de)
2. Mort d'un best seller (Der King)
3. Tout en vain (Alles umsonst)
4. Trente litres de super (30 Liter Super)
5. Tatort:  Ende der Vorstellung (de)
6. Tatort:  Ein Schuss zuviel (de)
7. L'ami Grégoire (Freund Gregor)
8. Tatort:  Zweierlei Knoten (de)
9. Minuit, l'heure du crime (Mitternacht, oder kurz danach)
10. Tatort:  Gefährliche Träume (de)
11. Tatort:  Mord im Grand-Hotel (de)
12. Tatort:  Schweigegeld (de)
13. Marie a disparu (Maria im Elend)

## Saison 11 (1980)
1. Un enfant terrible (Kein Kinderspiel)
2. Le jupon jaune (Der gelbe Unterrock)
3. La monteuse aux pieds nus (Mit nackten Füßen)
4. Tatort:  Der Zeuge (de)
5. Tatort:  Hände hoch, Herr Trimmel! (de)
6. Tatort:  Schussfahrt (de)
7. Fichier très confidentiel (Spiel mit Karten)
8. L'éraflure (Streifschuss)
9. Les défunts ne voyagent pas gratis (Tote reisen nicht umsonst)
10. Tatort:  Mord auf Raten (de)
11. Tatort:  Schönes Wochenende (de)
12. A tout coeur (Herzjagd)

## Saison 12 (1981)
1. Voleur malgré lui (Nebengeschäfte)
2. A un fil (Schattenboxen)
3. Audition de témoin (Beweisaufnahme)
4. Un joli bouquet de violettes (Usambaraveilchen)
5. Dernière scène de ménage (Das Lederherz)
6. L'angoisse des ténors (Das Zittern der Tenöre)
7. Dans le port de Duisbourg  (Duisburg-Ruhrort) (commissaire Schimanski)
8. Le jeu du chat et de la souris (Katz und Mäuse)
9. Un as du slalom (Slalom)
10. Tatort:  Mord in der Oper (de)
11. Tatort:  Im Fadenkreuz (de)
12. Entre deux feux (Grenzgänger) (commissaire Schimanski)

## Saison 13 (1982)
1. Colère aveugle (Blinde Wut)
2. Dure journée (So ein Tag...)
3. L'ennemi invisible (Der unsichtbare Gegner) (commissaire Schimanski)
4. Drôle d'endroit pour mourir (Tod auf dem Rastplatz)
5. Tatort:  Wat Recht is, mutt Recht bliewen (de)
6. Mourir et laisser mourir (Sterben und sterben lassen)
7. La fille dans l'escalier (Das Mädchen auf der Treppe) (commissaire Schimanski)
8. Tatort:  Blasslila Briefe (de)
9. Une aventure espagnole (Kindergeld)
10. Trimmel et Isolde (Trimmel und Isolde)
11. Prochaines victimes (Mordkommando)
12. Une fleur, un jouet, un crime  (Kuscheltiere) (commissaire Schimanski)

## Saison 14 (1983)
1. Sombre affaire de racket (Mord ist kein Geschäft)
2. La Combine de Fluppy  (Fluppys Masche)
3. Myriam (Miriam) (commissaire Schimanski)
4. Tatort:  Blütenträume (de)
5. Top model en danger (Peggy hat Angst)
6. Tatort:  Wenn alle Brünnlein fließen (de)
7. Panique dans le métro (Mord in der U-Bahn)
8. Un drôle de kidnapping (Roulette mit 6 Kugeln)
9. Tatort:  Der Schläfer (de)

## Saison 15 (1984)
1. Tatort:  Rubecks Traum (de)
2. Cobayes (Freiwild)
3. La rançon (Verdeckte Ermittlung)
4. Dans le sillage (Kielwasser) (commissaire Schimanski)
5. Tatort:  Haie vor Helgoland (de)
6. Flic et femme à la fois (Täter und Opfer)
7. Un mort à zéro (Zweierlei Blut)[4] (commissaire Schimanski)
8. Tatort:  Gelegenheit macht Liebe (de)
9. Tatort:  Heisser Schnee (de)
10. Joyeux anniversaire inspecteur (Geburtstagsgrüße)
11. Tatort:  Der Mann mit den Rosen (de)
12. Mauvais calcul (Rechnung ohne Wirt) (commissaire Schimanski)

## Saison 16 (1985)
1. Double Vie (Ordnung ist das halbe Sterben)
2. Le boxeur (Acht, neun - aus!)
3. Double jeu (Doppelspiel) (commissaire Schimanski)
4. Nous n'irons plus au bois (Irren ist tödlich)
5. Tatort:  Fahrerflucht (de)
6. Songes et mensonges (Miese Tricks)
7. Comment te dire adieu (Der Mord danach)
8. Les deux faces de la vérité (Das Haus im Wald) (commissaire Schimanski)
9. Tatort:  Des Glückes Rohstoff (de)
10. Tatort:  Nachtstreife (de)
11. Tatort:  Schmerzensgeld (de)
12. Tatort:  Tod macht erfinderisch (de)
13. Le dossier Baranski (Baranskis Geschäft)
14. Tatort:  Schicki-Micki (de)

## Saison 17 (1986)
1. Tatort:  Strindbergs Früchte (de)
2. La Petite Chérie (Die kleine Kanaille)
3. La maîtresse du commissaire (Einer sah den Mörder)
4. Tatort:  Das Archiv (de)
5. Tatort:  Leiche im Keller (de)
6. Haut les mains (Der Tausch) (commissaire Schimanski)
7. Tatort:  Riedmüller, Vorname Sigi (de)
8. Tatort:  Die Spieler (de)
9. La fin d'un rêve (Aus der Traum)
10. Silence on tue (Tödliche Blende)
11. Ennemis jusqu'à la mort (Schwarzes Wochenende) (commissaire Schimanski)
12. Tatort:  Alleingang (de)
13. Cadavres on the rocks (Tod auf Eis)
14. Tatort:  Wir werden ihn Mischa nennen (de)
15. Tatort:  Der Schnee vom vergangenen Jahr (de)
16. Tatort:  Automord (de)
17. Tatort:  Der Tod des Tänzers (de)
18. Mon pote le brigand (Freunde) (commissaire Schimanski)

## Saison 18 (1987)
1. Tatort:  Die offene Rechnung (de)
2. Tatort:  Die Macht des Schicksals (de)
3. Fric story (Eine Million Mäuse)
4. Sur la terre comme au ciel (Blindflug)
5. Tatort:  Tod im Elefantenhaus (de)
6. Tatort:  Superzwölfer (de)
7. Tatort:  Spiel mit dem Feuer (de)
8. Trouble fête (Spielverderber) (commissaire Schimanski)
9. Pension Tosca (Pension Tosca oder Die Sterne lügen nicht)
10. Tatort:  Wunschlos tot (de)
11. Tatort:  Gegenspieler (de)
12. Scène de racisme ordinaire (Voll auf Hass)
13. Tatort:  Der letzte Mord (de)
14. Tatort:  Atahualpa (de)
15. Tatort:  Flucht in den Tod (de)
16. Dent pour dent (Zahn um Zahn, film pour le cinéma) (commissaire Schimanski)

## Saison 19 (1988)
1. Salut Palu (Salü Palu)
2. Chère Claudia (Schuldlos schuldig)
3. Dernières volontés (Sein letzter Wille)
4. Tatort:  Die Brüder (de)
5. Petites fleurs coupées (Gebrochene Blüten) (commissaire Schimanski)
6. Tatort:  Ausgeklinkt (de)
7. Le spectre du passé (Spuk aus der Eiszeit)
8. Tatort:  Pleitegeier (de)
9. Coupable ou innocent (Einzelhaft) (commissaire Schimanski)
10. Rencontre mortelle (Tödlicher Treff)
11. Tatort:  Feuerwerk für eine Leiche (de)
12. Prisonnier du passé (Winterschach)
13. Tatort:  Programmiert auf Mord (de)
14. Un flic obstiné (Moltke) (commissaire Schimanski)

## Saison 20 (1989)
1. Un mort en cavale (Kopflos)
2. Un sale boulot (Schmutzarbeit)
3. Le magot (Der Pott) (commissaire Schimanski)
4. Bière à la pression (Bier vom Faß)
5. Tatort:  Geld für den Griechen (de)
6. Pas de blague commissaire Bülow (Keine Tricks, Herr Bülow)
7. Pauvre Nanosh (Armer Nanosh)
8. Quelle comédie ! (Alles Theater)
9. Traces de sang (Blutspur) (commissaire Schimanski)
10. Tatort:  Blinde Angst (de)
11. La nouvelle (Die Neue)
12. Balle perdue (Katjas Schweigen) (commissaire Schimanski)
13. Coups de coeur (Herzversagen)

## Saison 21 (1990)
1. Course mortelle (Lauf eines Todes)
2. Mort d'une doctoresse (Tod einer Ärztin)
3. L'affaire Oswald (Howalds Fall)
4. L'enfant qui en savait trop (Medizinmänner) (commissaire Schimanski)
5. Rendez-vous (Rendezvous)
6. Zabou (Zabou, film pour le cinéma) (commissaire Schimanski)
7. L'arme obsolue (Zeitzünder)
8. L'arme de Schimanski (Schimanskis Waffe) (commissaire Schimanski)
9. Une ombre au tableau (Unter Brüdern, cross-over avec la série Polizeiruf 110) (commissaire Schimanski)
10. Seven Eleven
11. Blue Lady (Blue Lady)

## Saison 22 (1991)
1. L'enfer des animaux (Animals)
2. Un champion a disparu (Finale am Rothenbaum)
3. Qui meurt deux fois (Wer zweimal stirbt)
4. Rikki (Rikki)
5. Camarade (Kameraden)
6. Passé mortel (Tödliche Vergangenheit)
7. L'arbre au pendu (Bis zum Hals im Dreck) (commissaire Schimanski)
8. Tini (Tini)
9. Mort d'une fillette (Tod eines Mädchens)
10. Tatort:  Telefongeld (de)
11. Le bar des légionnaires (Blutwurstwalzer)
12. Terre de sang (Tod im Häcksler)
13. Les enfants du desespoir (Kinderlieb) (commissaire Schimanski)
14. La méthode chinoise (Die chinesische Methode)
15. Adieu Schimanski (Der Fall Schimanski) (commissaire Schimanski)

## Saison 23 (1992)
1. Un cas difficile (Ein Fall für Ehrlicher)
2. Camerone (Camerone)
3. Double jeu (Verspekuliert)
4. Colin Maillard (Blindekuh)
5. Traitement de choc (Experiment)
6. Le prince et l'assassin (Der Mörder und der Prinz)
7. Le poids du passé (Tod aus der Vergangenheit)
8. Chacun pour soi (Stoevers Fall)
9. Tatort:  Kinderspiel (de)
10. La marque de Cain (Kainsmale)
11. Jalousie mortelle (Unversöhnlich)
12. Marion (Marion)
13. Echec à la reine (Tod eines Wachmanns)
14. Tatort:  Bienzle und der Biedermann (de)
15. Un amour en trompe l'oeil (Falsche Liebe)

## Saison 24 (1993)
1. Folie meutrière (Amoklauf)
2. Quand Berlin s'éveille (Berlin - beste Lage)
3. Tatort:  Renis Tod (de)
4. Le rayon qui tue (Verbranntes Spiel)
5. Tatort:  Kesseltreiben (de)
6. Une sirène en eau trouble (Bienzle und die schöne Lau)
7. Mort à crédit (Flucht nach Miami)
8. Mort d'une vieille dame (Tod einer alten Frau)
9. Lavage de cerveau (Gehirnwäsche)
10. Amitiés dangereuses (Gefährliche Freundschaft)
11. Songe d'une nuit d'été (Ein Sommernachtstraum)
12. L'ascencion brisée (Alles Palermo)
13. Le tout pour le tout (Um Haus und Hof)
14. Tatort:  Stahlwalzer (de)
15. L'acteur fou (Die Zärtlichkeit des Monsters)
16. Le sacrifice du fou (Bauernopfer)
17. La voleuse de bijoux (Himmel und Erde)
18. A l'ombre des oliviers (Deserteure)

## Saison 25 (1994)
1. Le carnaval des fous (Bienzle und das Narrenspiel)
2. L'affaire Baryschna (Die Sache Baryschna)
3. Pour une vodka de trop (Ein Wodka zuviel)
4. Tatort:  Der Rastplatzmörder (de)
5. L'atelier du crime (Mord in der Akademie)
6. Laura mon ange (Laura mein Engel)
7. Tatort:  Singvogel (de)
8. Klassenkampf (Klassen-Kampf)
9. A bouchées doubles (Jetzt und Alles)
10. Auto-stop (Die Frau an der Straße)
11. Dossiers secrets (Geschlossene Akten)
12. Coup bas (Herrenboxer)
13. Tatort:  Ostwärts (de)
14. L'ange noir (Der schwarze Engel)
15. Et tout ça en musique (...und die Musi spielt dazu)

## Saison 26 (1995)
1. Tatort:  Tod eines Polizisten (de)
2. Une maison respectable (Ein ehrenwertes Haus)
3. Tatort:  Eine mörderische Rolle (de)
4. La campagne de pub (Die Kampagne)
5. Terminus (Endstation)
6. Tatort:  Mordnacht (de)
7. Que sont mes amis devenus ? (Im Herzen Eiszeit)
8. Tatort:  Die schwarzen Bilder (de)
9. Tatort:  Bienzle und der Mord im Park (de)
10. Tatort:  Tödliche Freundschaft (de)
11. Tatort:  Rückfällig (de)
12. Tatort:  Falsches Alibi (de)
13. La mort aux enchères (Tod eines Auktionators)
14. Tatort:  Mordauftrag (de)
15. Tatort:  Bienzle und die Feuerwand (de)
16. L'as de coeur (Herz As)
17. Tatort:  Die Freundin (de)
18. Tatort:  Der König kehrt zurück (de)
19. Tatort:  Bomben für Ehrlicher (de)
20. Tatort:  Eine todsichere Falle (de)
21. Du sang sur l'asphalte (Blutiger Asphalt)
22. Le sourire des papillons (Frau Bu lacht)

## Saison 27 (1996)
1. Le spécialiste (Der Spezialist)
2. Péché mortel (Heilig Blut)
3. Tatort:  Freitagsmörder (de)
4. Tatort:  Schneefieber (de)
5. Tatort:  Wer nicht schweigt muß sterben (de)
6. Stoever et le cadavre de l'ïle (Tod auf Neuwerk)
7. Tatort:  Bei Auftritt Mord (de)
8. Tatort:  Das Mädchen mit der Puppe (de)
9. Tatort:  Fetischzauber (de)
10. Tatort:  Die Abrechnung (de)
11. Tatort:  Kolportage (de)
12. Tatort:  Lockvögel (de)
13. Tatort:  Tod im Jaguar (de)
14. Tatort:  Frankfurt-Miami (de)
15. Aïda (Aida)
16. Tatort:  Mein ist die Rache (de)
17. Tatort:  Der Phoenix-Deal (de)
18. Tatort:  Schlaflose Nächte (de)
19. Le monde des ombres (Schattenwelt)
20. Tatort:  Bienzle und der Traum vom Glück (de)
21. Tatort:  Der kalte Tod (de)
22. Tatort:  Buntes Wasser (de)
23. Tatort:  Parteifreunde (de)
24. Tatort:  Krokodilwächter (de)
25. Tatort:  Der Entscheider (de)
26. La pensée parfaite (Perfect Mind (Im Labyrinth))
27. Tatort:  Die Reise in den Tod (de)

## Saison 28 (1997)
1. Tatort:  Tod im All (de)
2. Tatort:  Akt in der Sonne (de)
3. Tatort:  Ausgespielt (de)
4. Tatort:  Eulenburg (de)
5. Campagne électorale (Brüder)
6. Tatort:  Die Kommissarin: Gefährliche Übertragung (de) (commissaire Lea Sommer)
7. Amour, sexe et mort (Liebe, Sex, Tod)
8. Tatort:  Bierkrieg (de)
9. Tatort:  Hahnenkampf (de)
10. Tatort:  Die Kommissarin: Alptraum (de) (commissaire Lea Sommer)
11. Tatort:  Morde ohne Leichen (de)
12. Tatort:  Mordsgeschäfte (de)
13. Tatort:  Das Totenspiel (de)
14. Tatort:  Mord hinterm Deich (de)
15. Tatort:  Tödlicher Galopp (de)
16. Tatort:  Bienzle und der tiefe Sturz (de)
17. Tatort:  Der Tod spielt mit (de)
18. Tatort:  Schlüssel zum Mord (de)
19. Tatort:  Geld oder Leben (de)
20. Le diable (Der Teufel)
21. Tatort:  Eiskalt (de)
22. Bienvenue à Cologne (Willkommen in Köln (Ballauf et Schenk))
23. Tatort:  Bombenstimmung (de) (Ballauf et Schenk)
24. Tatort:  Nahkampf (de)
25. Undercover-Camping
26. Une piste sanguinaire (Bluthunde)
27. Tatort:  Inflagranti (de)

## Saison 29 (1998)
1. Tatort:  Russisches Roulette (de)
2. Tatort:  Rosen für Nadja (de)
3. Le piège (In der Falle)
4. Tatort:  Jagdfieber (de)
5. Tatort:  Blick in den Abgrund (de)
6. Tatort:  Gefährliche Zeugin (de)
7. Tatort:  Manila (de) (Ballauf et Schenk)
8. Tatort:  Brandwunden (de)
9. Tatort:  Am Ende der Welt (de)
10. Tatort:  Arme Püppi (de)
11. Tatort:  Fürstenschüler (de)
12. 1944 (Bildersturm (Ballauf et Schenk))
13. Tatort:  Schüsse auf der Autobahn (de)
14. Tatort:  Ein Hauch von Hollywood (de)
15. Tatort:  Tanz auf dem Hochseil (de)
16. Money! Money!
17. Tatort:  Der zweite Mann (de)
18. Tatort:  Bienzle und der Champion (de)
19. Tatort:  Todesbote (de)
20. Tatort:  Voll ins Herz (de)
21. Anges déchus (Gefallene Engel)
22. Tatort:  Streng geheimer Auftrag (de) (Ballauf et Schenk)
23. Tatort:  Engelchen flieg (de)
24. Tatort:  Schwarzer Advent (de)
25. Tatort:  Berliner Weiße (de)
26. Tatort:  Allein in der Falle (de)

## Saison 30 (1999)
1. Tatort:  Habgier (de)
2. Tatort:  Nie wieder Oper (de)
3. Tatort:  Der Heckenschütze (de)
4. Jalousie (Restrisiko (Ballauf et Schenk))
5. Bière connection (Starkbier)
6. Tatort:  Alp-Traum (de)
7. Tatort:  Mordfieber (de)
8. Tatort:  Der Tod fährt Achterbahn (de)
9. Tatort:  Kinder der Gewalt (de) (Ballauf et Schenk)
10. Tatort:  Blinde Kuriere (de)
11. Tatort:  Todesangst (de)
12. Tatort:  Traumhaus (de)
13. Tatort:  Absolute Diskretion (de)
14. Tatort:  Licht und Schatten (de) (Ballauf et Schenk)
15. Tatort:  Dagoberts Enkel (de)
16. Tatort:  Auf dem Kriegspfad (de)
17. Tatort:  Bienzle und der Zuckerbäcker (de)
18. Tatort:  Der Duft des Geldes (de)
19. Tatort:  Strafstoß (de)
20. Tatort:  Drei Affen (de) (Ballauf et Schenk)
21. Le passage souterrain de Glockenbach (Das Glockenbachgeheimnis)
22. Tatort:  Kriegsspuren (de)
23. Tatort:  Die apokalyptischen Reiter (de)
24. Tatort:  Fluch des Bernsteinzimmers (de)
25. Tatort:  Bienzle und die blinde Wut (de)
26. Norbert (Norbert)
27. Tatort:  Martinsfeuer (de) (Ballauf et Schenk)
28. Tatort:  Tödliches Labyrinth (de)
29. Tatort:  Offene Rechnung (de)

## Saison 31 (2000)
1. Tatort:  Einsatz in Leipzig (de)
2. Tatort:  Blaues Blut (de)
3. Tatort:  Nach eigenen Gesetzen (de)
4. Tatort:  Der Millenniumsmörder (de)
5. Tatort:  Blüten aus Werder (de)
6. Amandes amères (Bittere Mandeln (Ballauf et Schenk))
7. Scandale aux halles (Viktualienmarkt)
8. Tatort:  Bienzle und der Mann im Dunkeln (de)
9. Tatort:  Kalte Herzen (de)
10. Tatort:  Chaos (de)
11. Tatort:  Tödliches Verlangen (de)
12. Tatort:  Der schwarze Ritter (de)
13. Tatort:  Rattenlinie (de)
14. Tatort:  Von Bullen und Bären (de)
15. Tatort:  Das letzte Rodeo (de)
16. Le resquilleur (Trittbrettfahrer (Ballauf et Schenk))
17. Tatort:  Passion (de)
18. Longues amitiés (Direkt ins Herz (Ballauf et Schenk))
19. Tatort:  Die Möwe (de)
20. Tatort:  Der Trippler (de)
21. Tatort:  Die kleine Zeugin (de)
22. Tatort:  Kleine Diebe (de)
23. Tatort:  Mord am Fluss (de)
24. Tatort:  Mauer des Schweigens (de)
25. Tatort:  Der schwarze Skorpion (de)
26. Tatort:  Einmal täglich (de)
27. Tatort:  Quartett in Leipzig (de) (Ballauf et Schenk)
28. Tatort:  Bienzle und das Doppelspiel (de)
29. La femme du train (Die Frau im Zug (Ballauf et Schenk))

## Saison 32 (2001)
1. Tatort:  Tod vor Scharhörn (de)
2. Tatort:  Nichts mehr im Griff (de)
3. Ambition mortelle (Mördergrube (Ballauf et Schenk))
4. Tatort:  Ein mörderisches Märchen (de)
5. Tatort:  Trübe Wasser (de)
6. Tatort:  Berliner Bärchen (de)
7. Tatort:  Unschuldig (de)
8. Tatort:  Der Präsident (de)
9. Tatort:  Bienzle und der heimliche Zeuge (de)
10. Tatort:  Gute Freunde (de)
11. Tatort:  Totenmesse (de)
12. Nathalie (Kindstod (Ballauf et Schenk))
13. Tatort:  Der lange Arm des Zufalls (de)
14. Tatort:  Fette Krieger (de)
15. Tatort:  Böses Blut (de)
16. Tatort:  Tot bist Du! (de)
17. Tatort:  Verhängnisvolle Begierde (de)
18. Tatort:  Du hast keine Chance (de)
19. Tatort:  Bienzle und der Todesschrei (de)
20. Tatort:  Havarie (de)
21. Tatort:  Zielscheibe (de)
22. Tatort:  Kalte Wut (de)
23. Tatort:  Exil! (de)
24. Tatort:  Im freien Fall (de)
25. Tatort:  Eine unscheinbare Frau (de)
26. Tatort:  Hasard! (de)
27. Le monstre (Bestien (Ballauf et Schenk))
28. Tatort:  Gewaltfieber (de)
29. Tatort:  Und dahinter liegt New York (de)

## Saison 33 (2002)
1. Tatort:  Schrott und Totschlag (de)
2. Tatort:  Todesfahrt (de)
3. Tatort:  Wolf im Schafspelz (de)
4. Trahison (Schützlinge (Ballauf et Schenk))
5. Tatort:  Bienzle und der Tag der Rache (de)
6. Tatort:  Zahltag (de)
7. Tatort:  Lastrumer Mischung (de)
8. Tatort:  Tödliche Tagung (de)
9. Tatort:  Oskar (de)
10. Tatort:  Schlaraffenland (de)
11. Tatort:  Endspiel (de)
12. Tatort:  Der Passagier (de)
13. Belles au bois dormant (Schlaf, Kindlein, schlaf (Ballauf et Schenk))
14. Tatort:  Heiße Grüße aus Prag (de)
15. Tatort:  Elvis lebt! (de)
16. Tatort:  Bienzle und der süße Tod (de)
17. Tatort:  Schatten (de)
18. Tatort:  Flashback (de)
19. Tatort:  Filmriss (de)
20. Opération militaire en Colombie (Verrat (Ballauf et Schenk))
21. Tatort:  Totentanz (de)
22. Tatort:  Der dunkle Fleck (de) (Thiel et Boerne)
23. Tatort:  Undercover (de)
24. Tatort:  1000 Tode (de)
25. Volet volé (Rückspiel (Ballauf et Schenk))
26. Tatort:  Der Fremdwohner (de)
27. Tatort:  Alibi für Amelie (de)
28. Tatort:  Fakten, Fakten… (de) (Thiel et Boerne)
29. Tatort:  Zartbitterschokolade (de)
30. Tatort:  Time-Out (de)
31. Tatort:  Reise ins Nichts (de)

## Saison 34 (2003)
1. Tatort:  Romeo und Julia (de)
2. Tatort:  Rotkäppchen (de)
3. Tatort:  Stiller Tod (de)
4. Tatort:  Die Liebe und ihr Preis (de)
5. Tatort:  Bienzle und der Tod im Teig (de)
6. Tatort:  Frauenmorde (de)
7. L'amour d'une mère (Mutterliebe (Ballauf et Schenk))
8. Tatort:  Schöner sterben (de)
9. Tatort:  Hexentanz (de)
10. Tatort:  Der Prügelknabe (de)
11. L'homme sans passé (Schattenlos (Ballauf et Schenk))
12. Tatort:  Außer Kontrolle (de)
13. Tatort:  Der schwarze Troll (de)
14. Tatort:  Harte Hunde (de)
15. Le double (Das Phantom (Ballauf et Schenk))
16. Tatort:  Tödliche Souvenirs (de)
17. Tatort:  Rosenholz (de)
18. Tatort:  Bienzle und der Taximord (de)
19. Tatort:  Leyla (de)
20. Le Bermude (Bermuda (Ballauf et Schenk))
21. Tatort:  Mietsache (de)
22. Tatort:  Wenn Frauen Austern essen (de)
23. Tatort:  Dreimal schwarzer Kater (de) (Thiel et Boerne)
24. Tatort:  Dschungelbrüder (de)
25. Tatort:  Sonne und Sturm (de)
26. Tatort:  Atlantis (de)
27. Tatort:  Die Liebe der Schlachter (de)
28. Tatort:  Im Visier (de)
29. Tatort:  Väter (de)
30. Tatort:  Der Schächter (de)
31. Tatort:  Sag nichts (de) (Thiel et Boerne)
32. Tatort:  Das Böse (de)
33. Tatort:  Veras Waffen (de)

## Saison 35 (2004)
1. Tatort:  Eine ehrliche Haut (de)
2. Tatort:  Bitteres Brot (de)
3. Tatort:  Todes-Bande (de)
4. Tatort:  Waidmanns Heil (de)
5. Tatort:  Große Liebe (de)
6. Tatort:  Heimspiel (de)
7. Tatort:  Tod unter der Orgel (de)
8. Tatort:  Schichtwechsel (de)
9. Tatort:  Abschaum (de)
10. Une vie de chien (Hundeleben (Ballauf et Schenk))
11. Tatort:  Janus (de)
12. Tatort:  Mörderspiele (de) (Thiel et Boerne)
13. Tatort:  Sechs zum Essen (de)
14. Le Quatrième Homme (Der vierte Mann)
15. Tatort:  Abgezockt (de)
16. La balance (Odins Rache (Ballauf et Schenk))
17. Tatort:  Gefährliches Schweigen (de)
18. Tatort:  Bienzle und der steinerne Gast (de)
19. Tatort:  Der Wächter der Quelle (de)
20. Tatort:  Verraten und verkauft (de) (Ballauf et Schenk)
21. Tatort:  Stirb und werde (de)
22. Tatort:  Herzversagen (de)
23. Tatort:  Märchenwald (de)
24. Tatort:  Teufelskreis (de)
25. Tatort:  Nicht jugendfrei (de)
26. Tatort:  Teufel im Leib (de)
27. Tatort:  Verlorene Töchter (de)
28. Tatort:  Abseits (de)
29. Tatort:  Eine Leiche zu viel (de) (Thiel et Boerne)
30. Tatort:  Vorstadtballade (de)

## Saison 36 (2005)
1. Tatort:  Bienzle und der Feuerteufel (de)
2. Tatort:  Die Spieler (de)
3. Tatort:  Dunkle Wege (de)
4. Tatort:  Ein Glücksgefühl (de)
5. Tatort:  Feuertaufe (de)
6. Tatort:  Schürfwunden (de) (Ballauf et Schenk)
7. Tatort:  Der Name der Orchidee (de)
8. Tatort:  Todesbrücke (de)
9. Tatort:  Schattenhochzeit (de)
10. Tatort:  Letzte Zweifel (de)
11. Tatort:  Der Frauenflüsterer (de) (Thiel et Boerne)
12. Tatort:  Wo ist Max Gravert? (de)
13. Tatort:  Am Abgrund (de)
14. Tatort:  Minenspiel (de) (Ballauf et Schenk)
15. Tatort:  Nur ein Spiel (de)
16. Tatort:  Die schlafende Schöne (de)
17. Tatort:  Scheherazade (de)
18. Tatort:  Tiefer Fall (de)
19. Tatort:  Todesengel (de)
20. Tatort:  Bienzle und der Sizilianer (de)
21. Tatort:  Der Teufel vom Berg (de)
22. Tatort:  Erfroren (de) (Ballauf et Schenk)
23. Tatort:  Ohne Beweise (de)
24. Tatort:  Requiem (de)
25. Tatort:  Borowski in der Unterwelt (de)
26. Tatort:  Leerstand (de)
27. Tatort:  Leiden wie ein Tier (de)
28. Tatort:  Atemnot (de)
29. Tatort:  Freischwimmer (de)
30. Tatort:  Tod auf der Walz (de)
31. Tatort:  Rache-Engel (de)
32. Tatort:  Der doppelte Lott (de) (Thiel et Boerne)
33. Tatort:  Im Alleingang (de)
34. Tatort:  Schneetreiben (de)
35. Tatort:  Das Lächeln der Madonna (de)

## Saison 37 (2006)
1. Tatort:  Sonnenfinsternis (de)
2. Tatort:  Blutdiamanten (de) (Ballauf et Schenk)
3. Tatort:  Schwarzes Herz (de)
4. Tatort:  Das ewig Böse (de) (Thiel et Boerne)
5. Tatort:  Unter Kontrolle (de)
6. Tatort:  Feuerkämpfer (de)
7. Tatort:  Pechmarie (de) (Ballauf et Schenk)
8. Tatort:  Der schwedische Freund (de)
9. Tatort:  Sternenkinder (de)
10. Tatort:  Kunstfehler (de)
11. Tatort:  Revanche (de)
12. Tatort:  Außer Gefecht (de)
13. Tatort:  Tödliches Vertrauen (de)
14. Tatort:  Stille Tage (de)
15. Tatort:  Bienzle und der Tod in der Markthalle (de)
16. Tatort:  Blutschrift (de)
17. Tatort:  Tod aus Afrika (de)
18. Tatort:  Gebrochene Herzen (de)
19. Tatort:  Schattenspiele (de)
20. Tatort:  Der Lippenstiftmörder (de)
21. Tatort:  Mann über Bord (de)
22. Tatort:  Pauline (de)
23. Tatort:  Bienzle und der Tod im Weinberg (de)
24. Tatort:  Nachtwanderer (de)
25. Tatort:  Aus der Traum… (de)
26. Tatort:  Das letzte Rennen (de)
27. Tatort:  Liebe am Nachmittag (de) (Ballauf et Schenk)
28. Tatort:  Das zweite Gesicht (de) (Thiel et Boerne)
29. Tatort:  Liebe macht blind (de)
30. Tatort:  Das verlorene Kind (de)
31. Tatort:  Der Tag des Jägers (de)
32. Tatort:  Schlaflos in Weimar (de)

## Saison 38 (2007)
1. Tatort:  Die Blume des Bösen (de) (Ballauf et Schenk)
2. Tatort:  Bienzle und die große Liebe (de)
3. Tatort:  Schwelbrand (de)
4. Tatort:  Roter Tod (de)
5. Tatort:  Das Ende des Schweigens (de)
6. Tatort:  Der Tote vom Straßenrand (de)
7. Tatort:  Bienzle und sein schwerster Fall (de)
8. Tatort:  Liebeshunger (de)
9. Tatort:  Ruhe sanft! (de) (Thiel et Boerne)
10. Tatort:  Dornröschens Rache (de)
11. Tatort:  Die Anwältin (de)
12. Tatort:  Engel der Nacht (de)
13. Tatort:  Das namenlose Mädchen (de)
14. Tatort:  Der Finger (de)
15. Tatort:  Die dunkle Seite (de)
16. Tatort:  Familiensache (de)
17. Tatort:  Racheengel (de)
18. Tatort:  Investigativ (de)
19. Tatort:  Tödliche Habgier (de)
20. Tatort:  Sterben für die Erben (de)
21. Tatort:  Strahlende Zukunft (de)
22. Tatort:  Blutsbande (de)
23. Tatort:  Macht der Angst (de)
24. Tatort:  A gmahde Wiesn (de)
25. Tatort:  Nachtgeflüster (de) (Ballauf et Schenk)
26. Tatort:  Unter uns (de)
27. Tatort:  Der Traum von der Au (de)
28. Tatort:  Satisfaktion (de) (Thiel et Boerne)
29. Tatort:  Die Falle (de)
30. Tatort:  Bevor es dunkel wird (de)
31. Tatort:  Spätschicht (de) (Ballauf et Schenk)
32. Tatort:  Schleichendes Gift (de)
33. Tatort:  Kleine Herzen (de)
34. Tatort:  Wem Ehre gebührt (de)
35. Tatort:  Fettkiller (de)

## Saison 39 (2008)
1. Tatort:  Der Kormorankrieg (de)
2. Tatort:  Verdammt (de) (Ballauf et Schenk)
3. Tatort:  Borowski und das Mädchen im Moor (de)
4. Tatort:  Und Tschüss (de)
5. Tatort:  Hart an der Grenze (de)
6. Tatort:  Tod einer Heuschrecke (de)
7. Tatort:  Seenot (de)
8. Tatort:  Erntedank e. V. (de)
9. Tatort:  Schatten der Angst (de)
10. Tatort:  Müll (de) (Ballauf et Schenk)
11. Tatort:  Der oide Depp (de)
12. Tatort:  Exitus (de)
13. Tatort:  Der frühe Abschied (de)
14. Tatort:  Krumme Hunde (de) (Thiel et Boerne)
15. Tatort:  Todesstrafe (de)
16. Tatort:  Ausweglos (de)
17. Tatort:  In eigener Sache (de)
18. Tatort:  Blinder Glaube (de)
19. Tatort:  Das schwarze Grab (de)
20. Tatort:  Liebeswirren (de)
21. Tatort:  Der glückliche Tod (de)
22. Tatort:  Borowski und die einsamen Herzen (de)
23. Tatort:  Brandmal (de) (Ballauf et Schenk)
24. Tatort:  Auf der Sonnenseite (de)
25. Tatort:  Wolfsstunde (de) (Thiel et Boerne)
26. Tatort:  Salzleiche (de)
27. Tatort:  Häschen in der Grube (de)
28. Tatort:  Unbestechlich (de)
29. Tatort:  Waffenschwestern (de)
30. Tatort:  Granit (de)
31. Tatort:  Der tote Chinese (de)

## Saison 40 (2009)
1. Tatort:  Baum der Erlösung (de)
2. Tatort:  Schwarzer Peter (de)
3. Tatort:  Rabenherz (de) (Ballauf et Schenk)
4. Tatort:  Kassensturz (de)
5. Tatort:  Familienaufstellung (de)
6. Tatort:  Neuland (de)
7. Tatort:  Herz aus Eis (de)
8. Tatort:  Tödliche Tarnung (de)
9. Tatort:  Mauerblümchen (de)
10. Tatort:  Das Gespenst (de)
11. Tatort:  Höllenfahrt (de) (Thiel et Boerne)
12. Tatort:  Gesang der toten Dinge (de)
13. Tatort:  Häuserkampf (de)
14. Tatort:  Oben und unten (de)
15. Tatort:  Bittere Trauben (de)
16. Tatort:  Borowski und die heile Welt (de)
17. Tatort:  Tödlicher Einsatz (de)
18. Tatort:  Schiffe versenken (de)
19. Tatort:  Kinderwunsch (de)
20. Tatort:  Im Sog des Bösen (de)
21. Tatort:  Tote Männer (de)
22. Tatort:  Das Mädchen Galina (de)
23. Tatort:  Mit ruhiger Hand (de) (Ballauf et Schenk)
24. Tatort:  Architektur eines Todes (de)
25. Tatort:  Borowski und die Sterne (de)
26. Tatort:  Platt gemacht (de) (Ballauf et Schenk)
27. Tatort:  Vermisst (de)
28. Tatort:  Um jeden Preis (de)
29. Tatort:  Tempelräuber (de) (Thiel et Boerne)
30. Tatort:  Schweinegeld (de)
31. Tatort:  … es wird Trauer sein und Schmerz (de)
32. Tatort:  Falsches Leben (de)
33. Tatort:  Wir sind die Guten (de)
34. Tatort:  Altlasten (de)

## Saison 41 (2010)
1. Tatort:  Weil sie böse sind (de)
2. Tatort:  Klassentreffen (de) (Ballauf et Schenk)
3. Tatort:  Der Polizistinnenmörder (de)
4. Tatort:  Hilflos (de)
5. Tatort:  Vergessene Erinnerung (de)
6. Tatort:  Königskinder (de)
7. Tatort:  Tod auf dem Rhein (de)
8. Tatort:  Absturz (de)
9. Tatort:  Kaltes Herz (de) (Ballauf et Schenk)
10. Tatort:  Vergissmeinnicht (de)
11. Tatort:  Tango für Borowski (de)
12. Tatort:  Blutgeld (de)
13. Tatort:  Der Fluch der Mumie (de) (Thiel et Boerne)
14. Tatort:  Hitchcock und Frau Wernicke (de)
15. Tatort:  Schlafende Hunde (de)
16. Tatort:  Heimwärts (de)
17. Tatort:  Operation Hiob (de)
18. Tatort:  Hauch des Todes (de)
19. Tatort:  Glaube, Liebe, Tod (de)
20. Tatort:  Am Ende des Tages (de)
21. Tatort:  Schmale Schultern (de) (Ballauf et Schenk)
22. Tatort:  Bluthochzeit (de)
23. Tatort:  Die Unmöglichkeit, sich den Tod vorzustellen (de)
24. Tatort:  Die Heilige (de)
25. Tatort:  Spargelzeit (de) (Thiel et Boerne)
26. Tatort:  Der Schrei (de)
27. Tatort:  Borowski und eine Frage von reinem Geschmack (de)
28. Tatort:  Der letzte Patient (de)
29. Tatort:  Die Unsichtbare (de)
30. Tatort:  Unsterblich schön (de)
31. Tatort:  Wie einst Lilly (de)
32. Tatort:  Familienbande (de) (Ballauf et Schenk)
33. Tatort:  Schön ist anders (de)
34. Tatort:  Nie wieder frei sein (de)
35. Tatort:  Borowski und der vierte Mann (de)

## Saison 42 (2011)
1. Tatort:  Tödliche Ermittlungen (de)
2. Tatort:  Unter Druck (de) (Ballauf et Schenk)
3. Tatort:  Der schöne Schein (de)
4. Tatort:  Heimatfront (de)
5. Tatort:  Stille Wasser (de)
6. Tatort:  Rendezvous mit dem Tod (de)
7. Tatort:  Leben gegen Leben (de)
8. Tatort:  Vergeltung (de)
9. Tatort:  Mord in der ersten Liga (de)
10. Tatort:  Im Netz der Lügen (de)
11. Tatort:  Edel sei der Mensch und gesund (de)
12. Tatort:  Jagdzeit (de)
13. Tatort:  Grabenkämpfe (de)
14. Tatort:  Herrenabend (de) (Thiel et Boerne)
15. Tatort:  Eine bessere Welt (de)
16. Tatort:  Der illegale Tod (de)
17. Puzzle Viennois (Ausgelöscht)
18. Tatort:  Gestern war kein Tag (de)
19. Tatort:  Nasse Sachen (de)
20. Tatort:  Im Abseits (de)
21. Voeu pieu (Wunschdenken)
22. Tatort:  Lohn der Arbeit (de)
23. Tatort:  Altes Eisen (de) (Ballauf et Schenk)
24. Tatort:  Tod einer Lehrerin (de)
25. Tatort:  Zwischen den Ohren (de) (Thiel et Boerne)
26. Tatort:  Auskreuzung (de) (Ballauf et Schenk)
27. Tatort:  Borowski und die Frau am Fenster (de)
28. Tatort:  Das erste Opfer (de)
29. Tatort:  Das schwarze Haus (de)
30. Tatort:  Mauerpark (de)
31. Tatort:  Borowski und der coole Hund (de)
32. Tatort:  Der Tote im Nachtzug (de)
33. Tatort:  Ein ganz normaler Fall (de)
34. Tatort:  Das Dorf (de)
35. Tatort:  Schwarze Tiger, weiße Löwen (de)
36. Tatort:  Der Weg ins Paradies (de)

## Saison 43 (2012)
1. Tatort:  Tödliche Häppchen (de)
2. Tatort:  Keine Polizei (de) (Ballauf et Schenk)
3. Tatort:  Todesbilder (de)
4. Tatort:  Verschleppt (de)
5. Tatort:  Schmuggler (de)
6. Tatort:  Kein Entkommen (de)
7. Tatort:  Ordnung im Lot (de)
8. Tatort:  Der traurige König (de)
9. Tatort:  Scherbenhaufen (de)
10. Tatort:  Hinkebein (de) (Thiel et Boerne)
11. Tatort:  Falsch verpackt (de)
12. Tatort:  Alles hat seinen Preis (de)
13. Tatort:  Kinderland (de)
14. Tatort:  Ihr Kinderlein kommet (de) (Ballauf et Schenk)
15. Tatort:  Es ist böse (de)
16. Tatort:  Die Ballade von Cenk und Valerie (de)
17. Tatort:  Der Wald steht schwarz und schweiget (de)
18. Scalpel (Skalpell)
19. Terrain avec vue (Hanglage mit Aussicht)
20. Tatort:  Fette Hunde (de) (Ballauf et Schenk)
21. Tatort:  Borowski und der stille Gast (de)
22. Tatort:  Hochzeitsnacht (de)
23. Tatort:  Alter Ego (de)
24. Tatort:  Nachtkrapp (de)
25. Tatort:  Borowski und der freie Fall (de)
26. Tatort:  Tote Erde (de)
27. Tatort:  Ein neues Leben (de)
28. Tatort:  Mein Revier (de)
29. Tatort:  Dinge, die noch zu tun sind (de)
30. Tatort:  Das Wunder von Wolbeck (de) (Thiel et Boerne)
31. Tatort:  Todesschütze (de)
32. Tatort:  Wegwerfmädchen (de)
33. Tatort:  Das goldene Band (de)
34. Tatort:  Im Namen des Vaters (de)
35. Tatort:  Der tiefe Schlaf (de)

## Saison 44 (2013)
1. Tatort:  Scheinwelten (de) (Ballauf et Schenk)
2. Tatort:  Machtlos (de)
3. Tatort:  Kaltblütig (de)
4. Tatort:  Melinda (de)
5. Tatort:  Die schöne Mona ist tot (de)
6. Tatort:  Schmutziger Donnerstag (de)
7. Tatort:  Zwischen den Fronten (de)
8. Tatort:  Puppenspieler (de)
9. L'ombre de la loi (Willkommen in Hamburg), diffusé sur NRJ12 en France
10. Tatort:  Schwarzer Afghane (de)
11. Tatort:  Summ, Summ, Summ (de) (Thiel et Boerne)
12. Tatort:  Macht und Ohnmacht (de)
13. Tatort:  Eine Handvoll Paradies (de)
14. Tatort:  Wer das Schweigen bricht (de)
15. Tatort:  Trautes Heim (de) (Ballauf et Schenk)
16. Tatort:  Feuerteufel (de)
17. Tatort:  Borowski und der brennende Mann (de)
18. Tatort:  Unvergessen (de)
19. Tatort:  Spiel auf Zeit (de)
20. Tatort:  Er wird töten (de)
21. Tatort:  Die Wahrheit stirbt zuerst (de)
22. Tatort:  Letzte Tage (de)
23. Tatort:  Geburtstagskind (de)
24. Tatort:  Gegen den Kopf (de)
25. Tatort:  Angezählt (de)
26. Tatort:  Freunde bis in den Tod (de)
27. Tatort:  Die chinesische Prinzessin (de) (Thiel et Boerne)
28. Tatort:  Aus der Tiefe der Zeit (de)
29. Tatort:  Kalter Engel (de)
30. Tatort:  Eine andere Welt (de)
31. Tatort:  Mord auf Langeoog (de)
32. Tatort:  Happy Birthday, Sarah (de)
33. Tatort:  Schwindelfrei (de)
34. Tatort:  Allmächtig (de)
35. Tatort:  Die Fette Hoppe (de)
36. Tatort:  Borowski und der Engel (de)

## Saison 45 (2014)
1. Tatort:  Türkischer Honig (de)
2. Tatort:  Der Eskimo (de)
3. Tatort:  Franziska (de) (Ballauf et Schenk)
4. Tatort:  Todesspiel (de)
5. Tatort:  Adams Alptraum (de)
6. Tatort:  Auf ewig Dein (de)
7. Tatort:  Großer schwarzer Vogel (de)
8. Tatort:  Zirkuskind (de)
9. Tatort:  Brüder (de)
10. Tatort:  Abgründe (de)
11. L'ombre de la loi 2: le retour de Nick Tschiller (Kopfgeld), diffusé sur NRJ12 en France
12. Tatort:  Frühstück für immer (de)
13. Tatort:  Der Fall Reinhardt (de) (Ballauf et Schenk)
14. Tatort:  Borowski und das Meer (de)
15. Tatort:  Der Hammer (de) (Thiel et Boerne)
16. Tatort:  Zwischen zwei Welten (de)
17. Tatort:  Kaltstart (de)
18. Tatort:  Am Ende des Flurs (de)
19. Tatort:  Ohnmacht (de) (Ballauf et Schenk)
20. Tatort:  Alle meine Jungs (de)
21. Tatort:  Freigang (de)
22. Tatort:  Paradies (de)
23. Tatort:  Verfolgt (de)
24. Tatort:  Der Wüstensohn (de)
25. Tatort:  Mord ist die beste Medizin (de) (Thiel et Boerne)
26. Tatort:  Wahre Liebe (de) (Ballauf et Schenk)
27. Tatort:  Winternebel (de)
28. Tatort:  Im Schmerz geboren (de)
29. Tatort:  Blackout (de)
30. Tatort:  Vielleicht (de)
31. Tatort:  Eine Frage des Gewissens (de)
32. Tatort:  Die Feigheit des Löwen (de)[5]
33. Tatort:  Der sanfte Tod (de)
34. Tatort:  Der Maulwurf (de)
35. Tatort:  Weihnachtsgeld (de)
36. Tatort:  Das verkaufte Lächeln (de)

## Saison 46 (2015)
1. Tatort:  Der Irre Iwan (de)
2. Tatort:  Deckname Kidon (de)
3. Tatort:  Hydra (de)
4. Tatort:  Die Sonne stirbt wie ein Tier (de)
5. Tatort:  Borowski und der Himmel über Kiel (de)
6. Tatort:  Freddy tanzt (de) (Ballauf et Schenk)
7. Tatort:  Château Mort (de)
8. Tatort:  Blutschuld (de)
9. Tatort:  Das Haus am Ende der Straße (de)
10. Tatort:  Grenzfall (de)
11. Tatort:  Die Wiederkehr (de)
12. Tatort:  Das Muli (de)
13. Tatort:  Borowski und die Kinder von Gaarden (de)
14. Tatort:  Frohe Ostern, Falke (de)
15. Tatort:  Der Himmel ist ein Platz auf Erden (de)
16. Tatort:  Dicker als Wasser (de) (Ballauf et Schenk)
17. Tatort:  Niedere Instinkte (de)
18. Tatort:  Schwerelos (de)
19. Tatort:  Kälter als der Tod (de)
20. Tatort:  Roomservice (de)
21. Tatort:  Erkläre Chimäre (de) (Thiel et Boerne)
22. Tatort:  Gier (de)
23. Tatort:  Wer Wind erntet, sät Sturm! (de)
24. Tatort:  Der Inder (de)
25. Tatort:  Schutzlos (de)
26. Tatort:  Ihr werdet gerichtet (de)
27. Tatort:  Hinter dem Spiegel (de)
28. Tatort:  Die letzte Wiesn (de)
29. Tatort:  Verbrannt (de)
30. Tatort:  Kollaps (de)
31. Tatort:  Preis des Lebens (de)
32. Tatort:  Côte d’Azur (de)
33. Tatort:  Schwanensee (de) (Thiel et Boerne)
34. Tatort:  Ätzend (de)
35. Tatort:  Spielverderber (de)
36. Tatort:  Borowski und die Rückkehr des stillen Gastes (de)
37. Tatort:  Einmal wirklich sterben (de)
38. Tatort:  LU (de)
39. Tatort:  Benutzt (de) (Ballauf et Schenk)
40. Tatort:  Wer bin ich? (de)

## Saison 47 (2016)
1. Tatort:  Der große Schmerz (de)
2. Tatort:  Fegefeuer (de)
3. Tatort:  Rebecca (de)
4. Tatort:  Totenstille (de)
5. Tatort:  Hundstage (de)
6. Tatort:  Sternschnuppe (de)
7. Tatort:  Du gehörst mir (de)
8. Tatort:  Im gelobten Land (de)
9. Tatort:  Kartenhaus (de) (Ballauf et Schenk)
10. Tatort:  Auf einen Schlag (de)
11. Tatort:  Kleine Prinzen (de)
12. Tatort:  Zorn Gottes (de)
13. Tatort:  Fünf Minuten Himmel (de)
14. Tatort:  Mia san jetz da wo’s weh tut (de)
15. Tatort:  Die Geschichte vom bösen Friederich (de)
16. Tatort:  Der treue Roy (de)
17. Tatort:  Narben (de) (Ballauf et Schenk)
18. Tatort:  Ein Fuß kommt selten allein (de) (Thiel et Boerne)
19. Tatort:  Der hundertste Affe (de)
20. Tatort:  Das Recht, sich zu sorgen (de)
21. Tatort:  Wir – Ihr – Sie (de)
22. Tatort:  Durchgedreht (de) (Ballauf et Schenk)
23. Tatort:  HAL (de)
24. Tatort:  Die Kunst des Krieges (de)
25. Tatort:  Freitod (de)
26. Tatort:  Feierstunde (de) (Thiel et Boerne)
27. Tatort:  Der König der Gosse (de)
28. Tatort:  Zahltag (de)
29. Tatort:  Die Wahrheit (de)
30. Tatort:  Echolot (de)
31. Tatort:  Borowski und das verlorene Mädchen (de)
32. Tatort:  Taxi nach Leipzig (de)
33. Tatort:  Es lebe der Tod (de)
34. Tatort:  Wofür es sich zu leben lohnt (de)
35. Tatort:  Dunkelfeld (de)
36. Tatort:  Wendehammer (de)
37. Tatort:  Klingelingeling (de)

## Saison 48 (2017)
1. Tatort:  Land in dieser Zeit (de)
2. Tatort:  Wacht am Rhein (de) (Ballauf et Schenk)
3. Tatort:  Schock (de)
4. Tatort:  Söhne und Väter (de)
5. Tatort:  Der scheidende Schupo (de)
6. Tatort:  Tanzmariechen (de) (Ballauf et Schenk)
7. Tatort:  Babbeldasch (de)
8. Tatort:  Kriegssplitter (de)
9. Tatort:  Nachtsicht (de)
10. Tatort:  Borowski und das dunkle Netz (de)
11. Tatort:  Nachbarn (de) (Ballauf et Schenk)
12. Tatort:  Fangschuss (de) (Thiel et Boerne)
13. Tatort:  Am Ende geht man nackt (de)
14. Tatort:  Sturm (de)
15. Tatort:  Wehrlos (de)
16. Tatort:  Der Tod ist unser ganzes Leben (de)
17. Tatort:  Die Liebe, ein seltsames Spiel (de)
18. Amour fou
19. Level X
20. Tatort:  Borowski und das Fest des Nordens (de)
21. Tatort:  Virus (de)
22. Tatort:  Stau (de)
23. Tatort:  Zwei Leben (de)
24. Tatort:  Goldbach (de)
25. Hardcore
26. Tatort:  Der rote Schatten (de)
27. Tatort:  Zurück ins Licht (de)
28. Tatort:  Fürchte dich (de)
29. Tatort:  Der Fall Holdt (de)
30. Tatort:  Auge um Auge (de)
31. Tatort:  Gott ist auch nur ein Mensch (de) (Thiel et Boerne)
32. Tatort:  Böser Boden (de)
33. Tatort:  Dein Name sei Harbinger (de)
34. Tatort:  Dunkle Zeit (de)
35. Tatort:  Der wüste Gobi (de)

## Saison 49 (2018)
1. Tatort:  Mord ex Machina (de)
2. Tatort:  Kopper (de)
3. Tatort:  Die Faust (de)
4. Tatort:  Bausünden (de) (Ballauf et Schenk)
5. Tatort:  Déjà-vu (de)
6. Tatort:  Tollwut (de)
7. Tatort:  Der kalte Fritte (de)
8. Tatort:  Meta (de)
9. Tatort:  Borowski und das Land zwischen den Meeren (de)
10. Tatort:  Waldlust (de)
11. Tatort:  Im toten Winkel (de)
12. Tatort:  Mitgehangen (de) (Ballauf et Schenk)
13. Tatort:  Zeit der Frösche (de)
14. Tatort:  Unter Kriegern (de)
15. Tatort:  Ich töte niemand (de)
16. Tatort:  Alles was Sie sagen (de)
17. Tatort:  Familien (de) (Ballauf et Schenk)
18. Tatort:  Sonnenwende (de)
19. Tatort:  Wer jetzt allein ist (de)
20. Tatort:  Schlangengrube (de) (Thiel et Boerne)
21. Tatort:  Freies Land (de)
22. Tatort:  Tschiller – Off Duty (de)
23. Tatort:  Die Musik stirbt zuletzt (de)
24. Tatort:  Die robuste Roswita (de)
25. Tatort:  Borowski und das Haus der Geister (de)
26. Tatort:  Tiere der Großstadt (de)
27. Tatort:  Tod und Spiele (de)
28. Tatort:  Her mit der Marie! (de)
29. Tatort:  KI (de)
30. Tatort:  Blut (de)
31. Tatort:  Der Mann, der lügt (de)
32. Tatort:  Treibjagd (de)
33. Tatort:  Wir kriegen euch alle (de)
34. Tatort:  Vom Himmel hoch (de)
35. Tatort:  Damian (de)
36. Tatort:  Der Turm (de)
37. Tatort:  Friss oder stirb (de)

## Saison 50 (2019)
1. Tatort:  Der höllische Heinz (de)
2. Tatort:  Weiter, immer weiter (de) (Ballauf et Schenk)
3. Tatort:  Wahre Lügen (de)
4. Tatort:  Zorn (de)
5. Tatort:  Der Pakt (de)
6. Tatort:  Das verschwundene Kind (de)
7. Tatort:  Murot und das Murmeltier (de)
8. Tatort:  Ein Tag wie jeder andere (de)
9. Tatort:  Borowski und das Glück der Anderen (de)[6]
10. Tatort:  Für immer und dich (de)
11. Tatort:  Spieglein, Spieglein (de) (Thiel et Boerne)
12. Tatort:  Bombengeschäft (de) (Ballauf et Schenk)
13. Tatort:  Inferno (de)
14. Tatort:  Wo ist nur mein Schatz geblieben? (de)
15. Le nid (Das Nest)
16. Tatort:  Der gute Weg (de)
17. Tatort:  Das Monster von Kassel (de)
18. Tatort:  Anne und der Tod (de)
19. Tatort:  Die ewige Welle (de)
20. Tatort:  Glück allein (de)
21. Tatort:  Kaputt (de) (Ballauf et Schenk)
22. Tatort:  Ausgezählt (de)
23. Ennemi juré  (Nemesis)
24. Tatort:  Falscher Hase (de)
25. Tatort:  Maleficius (de)
26. Tatort:  Die harte Kern (de)
27. Tatort:  Hüter der Schwelle (de)
28. Tatort:  Angriff auf Wache 08 (de)
29. Tatort:  Der Elefant im Raum (de)
30. Tatort:  Lakritz (de) (Thiel et Boerne)
31. Tatort:  Das Leben nach dem Tod (de)
32. Tatort:  Die Pfalz von oben (de)
33. Tatort:  Baum fällt (de)
34. Tatort:  Querschläger (de)
35. Tatort:  Borowski und das Haus am Meer (de)
36. Tatort:  Väterchen Frost (de) (Thiel et Boerne)
37. One Way Ticket

## Saison 51 (2020)
1. Tatort:  Das Team (de)
2. Tatort:  Tschill Out (de)
3. Tatort:  Kein Mitleid, keine Gnade (de) (Ballauf et Schenk)
4. Tatort:  Unklare Lage (de)
5. Tatort:  Monster (de)
6. Tatort:  Die goldene Zeit (de)
7. Tatort:  Ich hab im Traum geweinet (de)
8. Tatort:  Die Nacht gehört dir (de)
9. Tatort:  Leonessa (de)
10. Tatort:  Das perfekte Verbrechen (de)
11. Tatort:  Niemals ohne mich (de) (Ballauf et Schenk)
12. Quand viendra l'heure (Krieg im Kopf)
13. Tatort:  Die Zeit ist gekommen (de)
14. Tatort:  Das fleißige Lieschen (de)
15. Tatort:  Die Guten und die Bösen (de)
16. Tatort:  National feminin (de)
17. Tatort:  Borowski und der Fluch der weißen Möwe (de)
18. Tatort:  Gefangen (de) (Ballauf et Schenk)
19. Tatort:  Du allein (de)
20. Tatort:  Der letzte Schrey (de)
21. Tatort:  Lass den Mond am Himmel stehn (de)

## Saison 52 (2021)
1. Tatort:  Der feine Geist (de)